# Mélanie Moumas
Mélanie Moumas, née le 7 mai 1977 à Marseille, est une escrimeuse française.

## Carrière
Elle remporte la médaille de bronze en fleuret individuel aux Jeux méditerranéens de 2005 à Almería. Elle est médaillée de bronze en fleuret par équipe aux Championnats d'Europe 2008 à Kiev et aux Championnats d'Europe 2009 à Plovdiv.

## Palmarès
- Championnats de France
  -  Médaille de bronze aux championnats de France individuel en 2008